# 鍋山磨崖仏

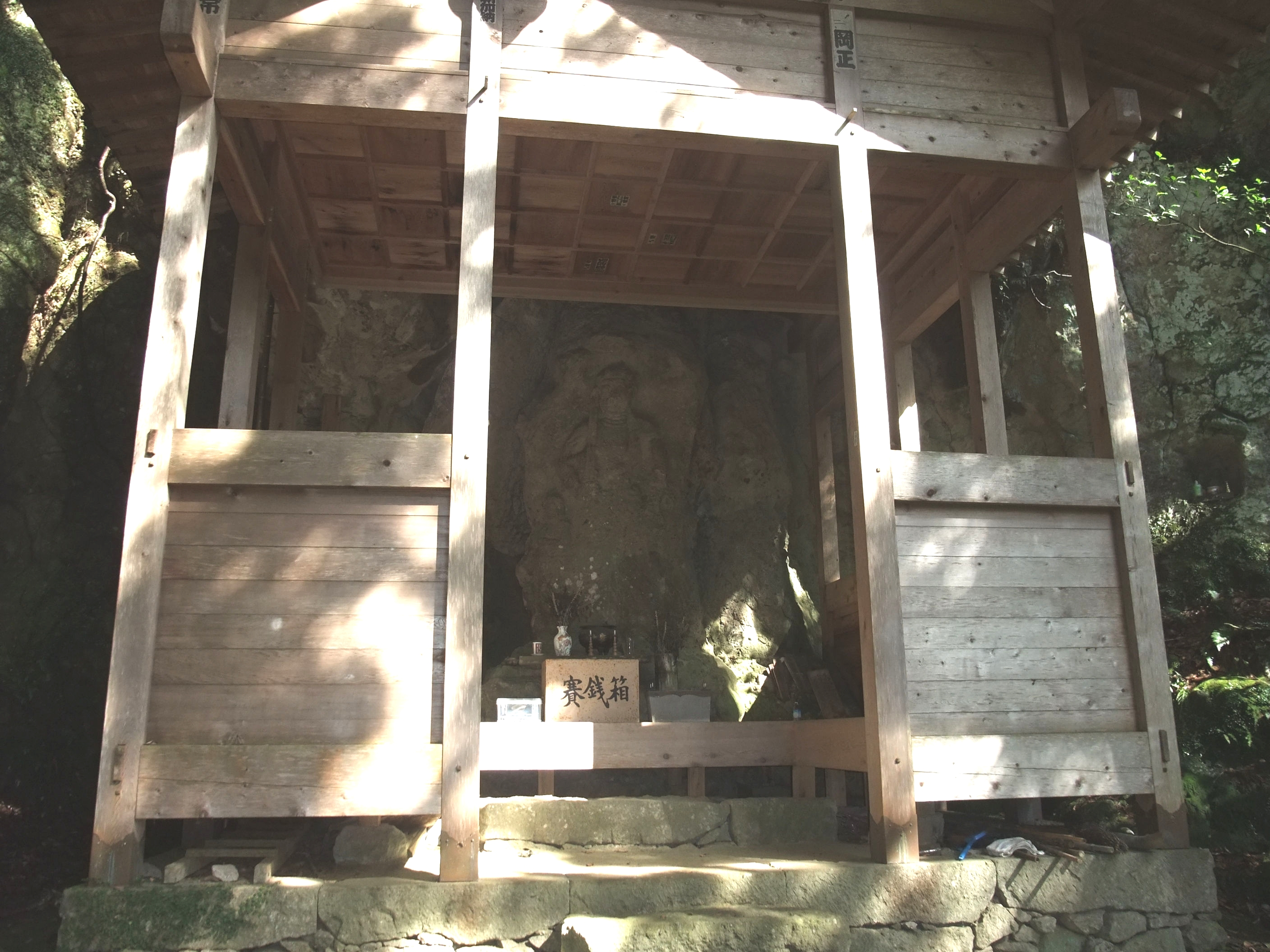
鍋山磨崖仏

鍋山磨崖仏（なべやままがいぶつ）は、大分県豊後高田市上野にある平安時代後期（11世紀中頃）の磨崖仏である。近隣の熊野磨崖仏、元宮磨崖仏とともに「熊野磨崖仏附元宮磨崖仏及び鍋山磨崖仏」として国の史跡（1955年2月15日指定）に指定されている。
高さ約2.3メートルの不動明王の両脇に矜羯羅童子、制吒迦童子が従う不動三尊が、豊後高田市を流れる桂川の川岸に屹立する鍋山山麓の岩壁に刻まれている。風化が激しく細部は失われている。